# Cancer and Metastasis Reviews
Cancer and Metastasis Reviews is een internationaal, aan collegiale toetsing onderworpen wetenschappelijk tijdschrift op het gebied van de oncologie. De naam wordt in literatuurverwijzingen meestal afgekort tot Canc. Metastasis Rev. Het wordt uitgegeven door Springer Science+Business Media en verschijnt 4 keer per jaar.